# Dicyklopentadien
Dicyklopentadien, zkráceně DCPD, je tricyklický uhlovodík se vzorcem C10H12, za pokojové teploty voskovitá pevná látka bílé barvy (méně čisté vzorky mohou být nažloutlé). Čistá látka vykazuje pach podobný kafru, při menší čistotě se objevuje štiplavý zápach.
Dicyklopentadien je jedním z vedlejších produktů výroby ethenu z ropy. Hlavní využití má v umělých, například nenasycených polyesterových, pryskyřicích. Bývá též složkou inkoustů, lepidel, a barev.
DPCD objevil Henry Roscoe, jako uhlovodík se vzorcem C10H12, mezi produkty pyrolýzy fenolu; nedokázal určit jeho strukturu (což se podařilo v následujícím desetiletí), ale správně předpokládal, že půjde o dimer některé ze sloučenin o vzorci C5H6.

## Historie a struktura
Mnoho let se předpokládalo, že dicyklopentadien vytváří spojením dvou podjednotek kruh, který je obdobou cyklobutanového. Skutečná struktura byla nalezena v roce 1931.
Samovolná dimerizace vede za pokojové teploty za 24 hodin k přeměně přibližně 50 % cyklopentadienu na dicyklopentadien, s převahou endo-izomeru (který je kineticky výhodnější) v poměru 99:1 (při 80 °C je poměr endo:exo okolo 150:1); delší zahřívání ale vede k izomerizaci na exo-dicyklopentadien. Čistý exo-izomer lze připravit eliminační reakcí hydrojod-exo-dicyklopentadienu v zásaditém prostředí.
Exo-izomer je termodynamicky zhruba o 3 kJ/mol stálejší než endo-izomer. Také má nižší teplotu tání, 19 °C.

## Reakce
Za teplot nad 150 °C se dicyklopentadien zpětnou Dielsovou–Alderovou reakcí rozkládá na cyklopentadien; reakce je vratná a při pokojové teplotě se cyklopentadien v řádu hodin mění zpět na dicyklopentadien. Cyklopentadien lze využít v Dielsových–Alderových reakcích a také na přípravu metalocenů; není komerčně dostupný jako monomer, protože rychle vytváří dicyklopentadien; je tak nutné jej připravovat zahříváním dimeru a oddestilováváním monomeru krátce před použitím.
Za teplot nad 125 °C je u plynného dicyklopentadienu rozklad na cyklopentadien termodynamicky výhodný; rovnovážná konstanta Kd má při 149 °C hodnotu 277 a při 195 °C činí 2200. Kd za 25 °C se odhaduje řádově na 10–4, štěpení je tak nevýhodné. Záporné hodnoty ΔH° a ΔS° za vysokých teplot upřednostňují disociaci.
Dicyklopentadien lze polymerizovat, vytváří kopolymery s ethenem či styrenem; reakcí se účastí „norbornenová dvojná vazba“. Homopolymer polydicyklopentadien lze získat polymerizací metatezí s otvíráním kruhu.
Hydroformylací dicyklopentadienu vzniká tricyklodekandialdehyd; tento dialdehyd lze přeměnit na dikarboxylovou kyselinu nebo na diol; všechny tyto sloučeniny mají využití v makromolekulární chemii.
Hydrogenací dicyklopentadienu vzniká tricyklodekan (C10H16), používaný jako složka paliva pro tryskové motory JP-10, jenž se může reakcí chloridem hlinitým nebo kyselinou za vyšších teplot přesmykovat na adamantan.